# یخن علیا
یخن علیا (به لاتین: Yakhan-e 'Ulya) یک منطقهٔ مسکونی در افغانستان است که در ولایت غور واقع شده‌است.